# David Jerome
David Howell Jerome, né le 17 novembre 1829 à Détroit dans le Michigan et mort à Watkins Glen le 23 avril 1896, est un homme politique américain. Il est gouverneur du Michigan de 1881 à 1883 sous les couleurs du Parti républicain.

## Biographie
David Howell Jerome naît le 17 novembre 1829 à Détroit dans le Michigan.
Il est élu au Sénat du Michigan en 1862 puis accède au poste de gouverneur de l'État en 1881 mais échoue à se faire réélire en 1883.
Il meurt le 23 avril 1896.